# Сан-Лукас (остров)
Сан-Лукас (исп. San Lucas) — необитаемый остров, расположенный в заливе Никоя в 1 км (0,62 миль) от тихоокеанского побережья Коста-Рики. Он является частью кантона Пунтаренас одноимённой провинции. Ранее использовался в качестве островной тюрьмы. В настоящее время — заповедник дикой природы.

## Индейская культура
До прибытия испанских конкистадоров Сан-Лукас и окружающие его более мелкие острова считались священными местами индейцев. Здесь они совершали ритуалы и приносили жертвы богам. После захвата Коста-Рики Испанией на острове был организован один из первых концентрационных лагерей для коренного населения. Многие из индейцев погибли от болезней, других же жестоко уничтожали испанцы.
В конце 1970-х годов здесь были обнаружены 8 археологических памятников, которые в частности включали в себя металлические и каменные орудия труда. Объекты раскопок датируются периодом между 1000 и 1500 годами нашей эры.

## Тюрьма
С 1873 по 1991 год Сан-Лукас использовался как остров-тюрьма для наиболее опасных преступников Коста-Рики. Тюрьма была основана диктатором Томасом Гардия. Ссылка на Сан-Лукас считалась мучительной, в отношении заключённых применялись пытки, многие погибали от тропических болезней, а средняя продолжительность их жизни составляла около 5 лет.
Сохранившиеся тюремные здания и сооружения на острове считаются объектами культурного наследия.
Писатель Хосе Леон Санчес, заключённый на острове за убийство, которое, по его словам, он не совершал, создал одну из наиболее известных своих работ — поэму «La Isla de Hombres Solos» (в переводе с исп. — «Остров одиноких людей»).

## Паранормальные явления
Индейцы с давних времён считали, что Сан-Лукас заселён призраками их предков. После учреждения здесь тюрьмы и мучительных смертей заключённых количество свидетельств очевидцев паранормальных явлений увеличилось: люди чувствуют незримое присутствие потусторонних сил, слышат голоса и видят полупрозрачные фигуры. Существует множество историй-страшилок, рассказывающих об убийствах заключённых и обслуживающего персонала тюрьмы, чьи души так и не упокоились и обитают на острове.
В наше время многие любители мистики посещают Сан-Лукас, чтобы при помощи фото- и видеосъёмки доказать существование духов. Так, одна из серий цикла фильмов «Международные охотники за привидениями» была посвящена именно тюрьме Сан-Лукас.

## Дикая природа
Сан-Лукас является домом для различных видов животных: здесь водятся олени, барсуки, муравьеды, ленивцы, обезьяны-ревуны, змеи, фазаны, пауки и прочие представители фауны. На острове обитают, как минимум, 8 видов летучих мышей, а в окружающих водах — молотоголовые акулы, скаты и черепахи.
В 2008 году остров был объявлен частью национального заповедника дикой природы, с 2020 года — национальный парк.